# كأس آيسلندا 2007
كأس آيسلندا 2007 (بالآيسلندية: VISA-bikar karla 2007) هو الموسم 48 من كأس آيسلندا. أشرف على تنظيمه اتحاد آيسلندا لكرة القدم، وفاز فيه فيمليكافيلاغ هافنارفيارذار.